# Vetustocytheridea
Vetustocytheridea is een geslacht van uitgestorven kreeftachtigen uit de klasse van de Ostracoda (mosselkreeftjes).

## Soorten
- Vetustocytheridea aguirrensis Bold, 1976 †
- Vetustocytheridea bignoti Guernet, 1980 †
- Vetustocytheridea bristowi Bold, 1976 †
- Vetustocytheridea guitrancourtensis (Apostolescu, 1957) Kollmann, 1960 †
- Vetustocytheridea kirkkavakensis Duru & Goekcen, 1985 †
- Vetustocytheridea lignitarum (Dollfus, 1877) Bignot, 1961 †
- Vetustocytheridea macrolaccus (Munsey, 1953) Hazel, 1968 †
- Vetustocytheridea rhenana (Lienenklaus, 1905) Kollmann, 1960 †
- Vetustocytheridea ruperti (Dollfus, 1878) Guernet, 1980 †